# Parco nazionale delle dune di Texel
Il parco nazionale delle dune di Texel (in olandese: Nationaal Park Duinen van Texel) è un parco nazionale situato in Olanda Settentrionale, nei Paesi Bassi.